# 27e cérémonie des Screen Actors Guild Awards
La 27e cérémonie des Screen Actors Guild Awards (SAG Awards), décernés par la Screen Actors Guild, a eu lieu le 4 avril 2021 et a récompensé les acteurs et actrices du cinéma et de la télévision ayant tourné en 2020.
Les nominations sont annoncées le 4 février 2021.

## Palmarès

### Cinéma

#### Meilleur acteur
- Chadwick Boseman pour le rôle de Levee dans Le Blues de Ma Rainey (Ma Rainey's Black Bottom)
  - Riz Ahmed pour le rôle de Ruben dans Sound of Metal
  - Chadwick Boseman pour le rôle de Levee dans Le Blues de Ma Rainey (Ma Rainey's Black Bottom)
  - Anthony Hopkins pour le rôle d'Anthony dans The Father
  - Gary Oldman pour le rôle d'Herman J. Mankiewicz dans Mank
  - Steven Yeun pour le rôle de Jacob Yi dans Minari

#### Meilleure actrice
- Viola Davis pour le rôle de Ma Rainey dans Le Blues de Ma Rainey (Ma Rainey's Black Bottom)
  - Amy Adams pour le rôle de Beverly "Bev" Vance dans Une ode américaine
  - Vanessa Kirby pour le rôle de Martha dans Pieces of a Woman
  - Frances McDormand pour le rôle de Fern dans Nomadland
  - Carey Mulligan pour le rôle de Cassandra dans Promising Young Woman

#### Meilleur acteur dans un second rôle
- Daniel Kaluuya pour le rôle de Fred Hampton dans Judas and the Black Messiah
  - Sacha Baron Cohen pour le rôle d'Abbie Hoffman dans Les Sept de Chicago (The Trial of the Chicago 7)
  - Chadwick Boseman pour le rôle de Norman Earl Holloway dans Da 5 Bloods : Frères de sang (Da 5 Bloods)
  - Jared Leto pour le rôle d'Albert Sparma dans Une affaire de détails (The Little Things)
  - Leslie Odom Jr. pour le rôle de Sam Cooke dans One Night in Miami

#### Meilleure actrice dans un second rôle
- Youn Yuh-jung pour le rôle de Soon-ja dans Minari
  - Maria Bakalova pour le rôle de Tutar Sagdiyeva dans Borat, nouvelle mission filmée (Borat Subsequent Moviefilm: Delivery of Prodigious Bribe to American Regime for Make Benefit Once Glorious Nation of Kazakhstan)
  - Glenn Close pour le rôle de Bonnie Vance dans Une ode américaine (Hillbilly Elegy)
  - Olivia Colman pour le rôle d'Anne dans The Father
  - Helena Zengel pour le rôle de Johanna Leonberger dans La Mission (News of the World)

#### Meilleure distribution
- Les Sept de Chicago (The Trial of the Chicago 7)
  - Da 5 Bloods : Frères de sang (Da 5 Bloods)
  - Le Blues de Ma Rainey (Ma Rainey's Black Bottom)
  - Minari
  - One Night in Miami

#### Meilleure équipe de cascadeurs
- Wonder Woman 1984
  - Da 5 Bloods : Frères de sang (Da 5 Bloods)
  - Mulan
  - La Mission (News of the World)
  - Les Sept de Chicago (The Trial of the Chicago 7)

### Télévision

#### Meilleur acteur dans une série dramatique
- Jason Bateman pour le rôle de Martin "Marty" Byrde dans Ozark
  - Sterling K. Brown pour le rôle de Randall Pearson This Is Us
  - Josh O'Connor pour le rôle du Prince Charles dans The Crown
  - Bob Odenkirk pour le rôle de Saul Goodman dans Better Call Saul
  - Regé-Jean Page pour le rôle de Simon Basset dans La Chronique des Bridgerton

#### Meilleure actrice dans une série dramatique
- Gillian Anderson pour le rôle de Margaret Thatcher dans The Crown
  - Olivia Colman pour le rôle de la Reine Elizabeth II dans The Crown
  - Emma Corrin pour le rôle de Diana Spencer dans The Crown
  - Julia Garner pour le rôle de Ruth Langmore dans Ozark
  - Laura Linney pour le rôle de Wendy Byrde dans Ozark

#### Meilleure distribution pour une série dramatique
- The Crown
  - Better Call Saul
  - La Chronique des Bridgerton
  - Lovecraft Country
  - Ozark

#### Meilleur acteur dans une série comique
- Jason Sudeikis pour le rôle de Ted Lasso dans Ted Lasso
  - Nicholas Hoult pour le rôle de Pierre III dans The Great
  - Dan Levy pour le rôle de David Rose dans Bienvenue à Schitt's Creek (Schitt's Creek)
  - Eugene Levy pour le rôle de Johnny Rose dans Bienvenue à Schitt's Creek (Schitt's Creek)
  - Ramy Youssef pour le rôle de Ramy Hassan pour Ramy

#### Meilleure actrice dans une série comique
- Catherine O’Hara pour le rôle de Moira Rose dans Bienvenue à Schitt's Creek (Schitt's Creek)
  - Christina Applegate pour le rôle de Jen Harding dans Dead to Me
  - Linda Cardellini pour le rôle de Judy Hale dans Dead to Me
  - Kaley Cuoco pour le rôle de Cassie Bowden dans The Flight Attendant
  - Annie Murphy pour le rôle de Alexis Rose dans Bienvenue à Schitt's Creek (Schitt's Creek)

#### Meilleure distribution pour une série comique
- Bienvenue à Schitt's Creek (Schitt's Creek)
  - Dead to Me
  - The Flight Attendant
  - The Great
  - Ted Lasso

#### Meilleur acteur dans une mini-série ou un téléfilm
- Mark Ruffalo pour le rôle de Dominick/Thomas Birdsey pour I Know This Much Is True
  - Bill Camp dans le rôle de William Shaibel dans Le Jeu de la dame (The Queen's Gambit)
  - Daveed Diggs dans le rôle de Marquis de Lafayette / Thomas Jefferson Hamilton
  - Hugh Grant pour le rôle de Jonathan Fraser dans The Undoing
  - Ethan Hawke pour le rôle de John Brown dans The Good Lord Bird

#### Meilleure actrice dans une mini-série ou un téléfilm
- Anya Taylor-Joy pour le rôle de Beth Harmon pour Le Jeu de la dame (The Queen's Gambit)
  - Cate Blanchett pour le rôle de Phyllis Schlafly dans Mrs. America
  - Nicole Kidman pour le rôle de Grace Fraser dans The Undoing
  - Michaela Coel pour le rôle de Arabella Essiedu dans I May Destroy You
  - Kerry Washington pour le rôle de Mia Warren dans Little Fires Everywhere

#### Meilleure équipe de cascadeurs dans une série télévisée
- The Mandalorian
  - The Boys
  - Cobra Kai
  - Lovecraft Country
  - Westworld